# Boreomysis brucei
Boreomysis brucei är en kräftdjursart som beskrevs av W. Tattersall 1913. Boreomysis brucei ingår i släktet Boreomysis och familjen Mysidae. Inga underarter finns listade i Catalogue of Life.